# Кияшко, Михаил Фёдорович
Михаи́л Фёдорович Кия́шко (1913—1991) — участник Великой Отечественной войны, номер орудийного расчёта 1285-го стрелкового полка 60-й стрелковой дивизии 47-й армии 1-го Белорусского фронта, красноармеец. Герой Советского Союза (27.02.1945).

## Биография
Родился 22 мая (4 июня) 1913 года в селе Затон ныне Великобагачанского района Полтавской области Украины в семье крестьянина. По национальности украинец. Получив начальное образование, работал в колхозе.
Призван в ряды Красной армии в 1941 году, с июля этого же года — на фронтах Великой Отечественной войны.
Номер орудийного расчёта 1285-го стрелкового полка (60-я стрелковая дивизия, 47-я армия, 1-й Белорусский фронт) красноармеец Кияшко 16 января 1945 года в числе первых в составе орудийного расчёта форсировал реку Вислу в окрестностях польского города Новы-Двур-Мазовецки и, закрепившись на достигнутом рубеже, отражая контратаки противника, обеспечивал переправу подразделений полка.
Указом Президиума Верховного Совета СССР от 27 февраля 1945 года за образцовое выполнение боевых заданий командования на фронте борьбы с немецкими захватчиками и проявленные при этом мужество и геройство красноармейцу Кияшко Михаилу Фёдоровичу присвоено звание Героя Советского Союза с вручением ордена Ленина и медали «Золотая Звезда» (№ 8946).
После войны М. Ф. Кияшко демобилизовался, вернулся в родное село. Умер 1 октября 1991 года.

## Награды
- Медаль «Золотая Звезда» Героя Советского Союза (№ 8946);
- орден Ленина;
- орден Отечественной войны I степени.
- Медали, в том числе:
  - медаль «За победу над Германией в Великой Отечественной войне 1941—1945 гг.»;
  - юбилейная медаль «Двадцать лет Победы в Великой Отечественной войне 1941—1945 гг.»;
  - юбилейная медаль «Тридцать лет Победы в Великой Отечественной войне 1941—1945 гг.»;
  - юбилейная медаль «Сорок лет Победы в Великой Отечественной войне 1941—1945 гг.».